# Austro-Daimler Generatorzug der k.u.k Feldbahn

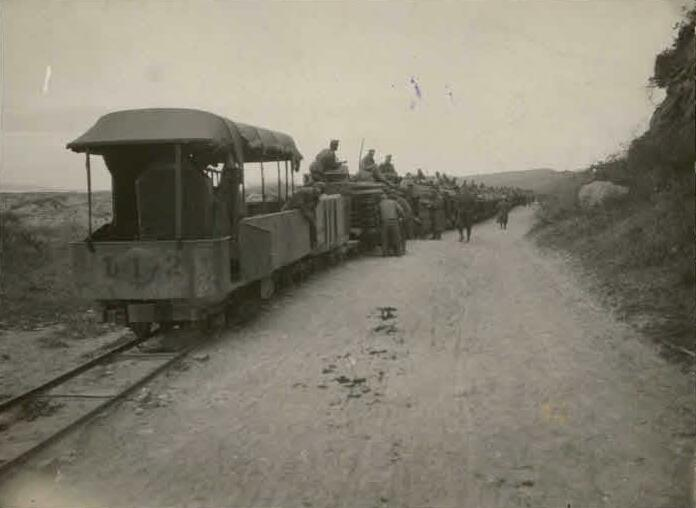
Generatorzug Nr. 112

Der Austro-Daimler Generatorzug (auch zeitgenössisch als Elektromotorbahn oder Benzin-Elektrobahn bezeichnet) war ein benzin-elektrisch angetriebener Zug der k.u.k Feldbahn (genauer deren Truppenteil k.u.k Motorfeldbahnen) im Ersten Weltkrieg. Die ab 1916 von Austro-Daimler in Wiener Neustadt produzierten Fahrzeuge basierten technisch auf dem Landwehr-Train und wurden wie dieser von Ferdinand Porsche konstruiert.

## Geschichte

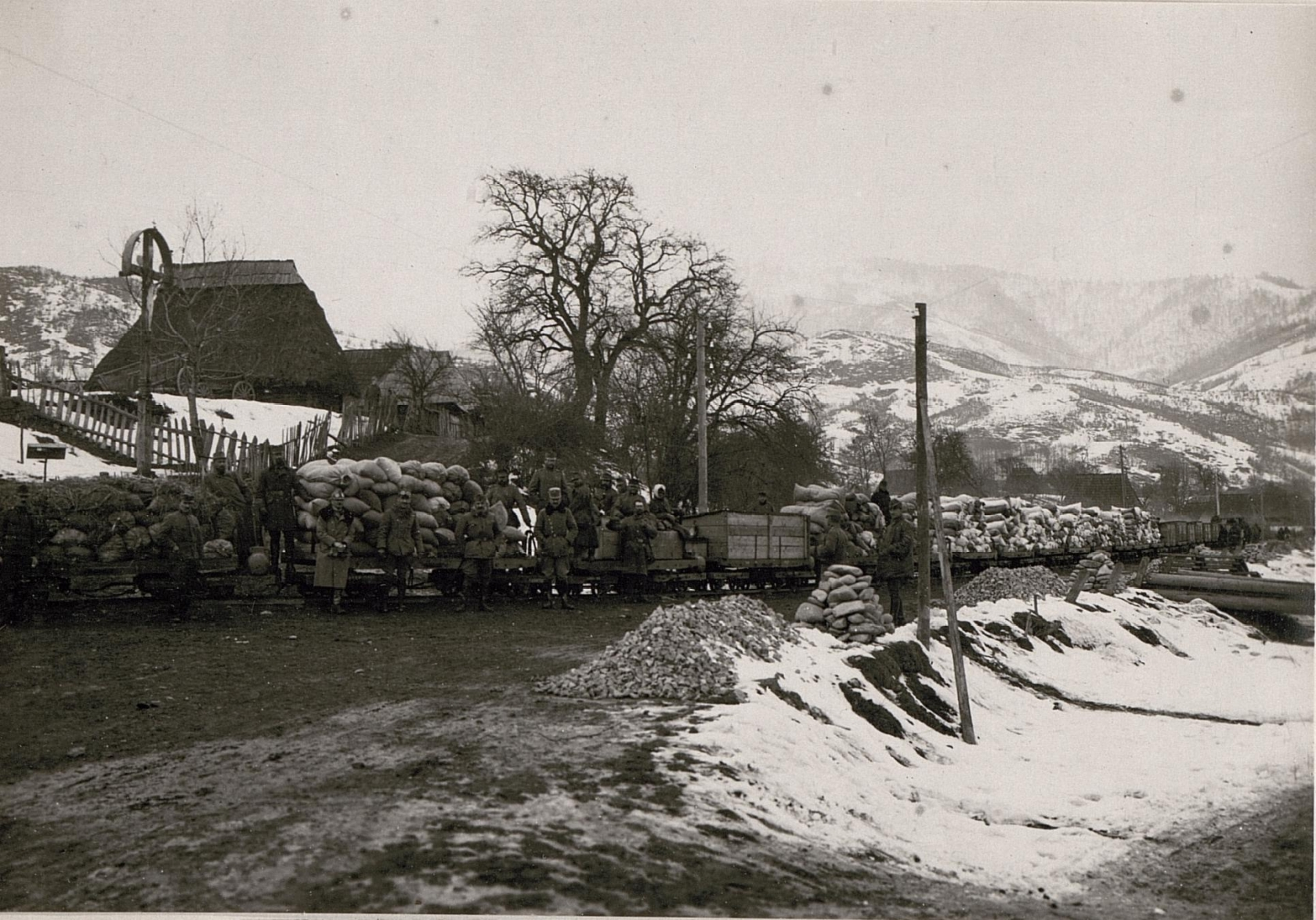
Beladener Generatorzug

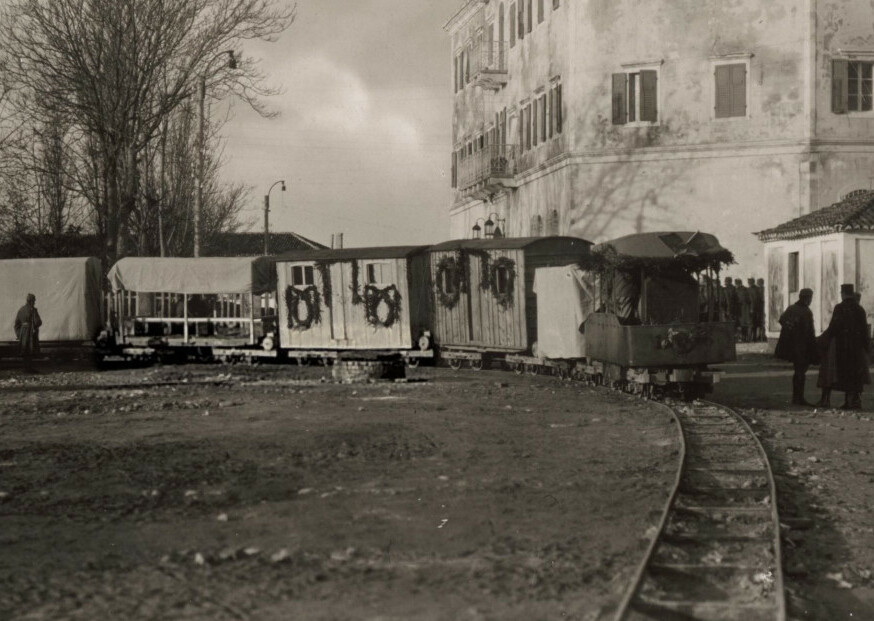
Abfahrt des ersten Generatorzuges von Durazzo

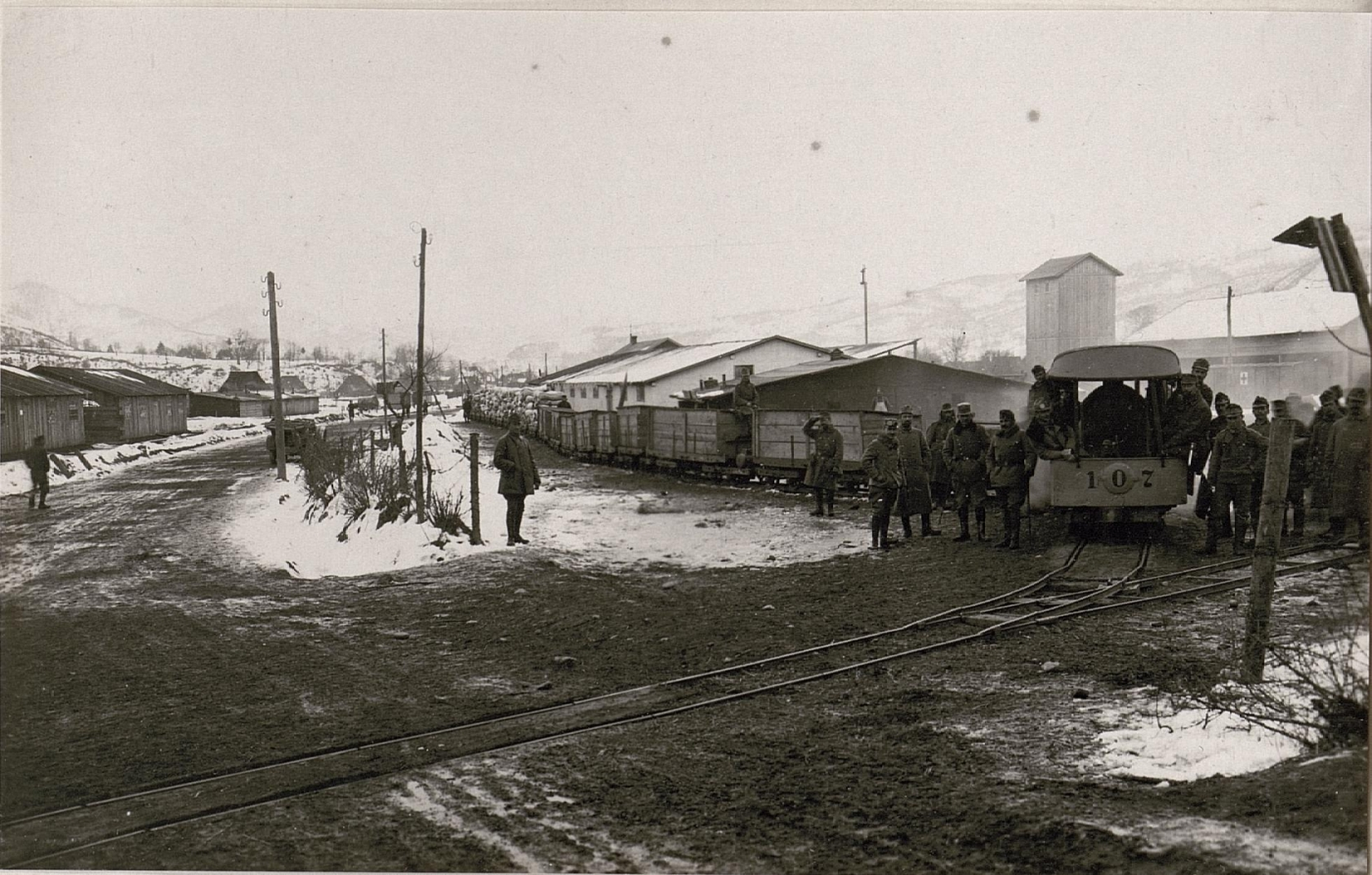
Ein Generatorzug in Dombo

Durch den zunehmenden Verlauf des Krieges war eine rasche Motorisierung der vorwiegend mit Pferden betriebenen, frontnahen Feldbahnen geboten. Zudem war eine leistungsstärkere Alternative zu den mechanisch angetriebenen Austro-Daimler- und Puch-Feldbahnaggregaten notwendig geworden. Austro-Daimler unter Chefkonstrukteur Ferdinand Porsche bot dazu einen technisch auf dem Landwehr-Train basierenden, benzin-elektrischen „Generatorzug“ mit Allachsantrieb an. Am 9. Jänner 1916 wurden in einer Besprechung zwischen dem Kriegsministerium und Austro-Daimler die Ausführungsmöglichkeiten besprochen. Allerdings dauerte es noch bis Ende April, bis nach erfolgreichen Probefahrten am Feldbahn-Übungsgelände in Korneuburg die ersten 10 Einheiten bestellt wurden. Der Bau ging allerdings aufgrund der Mangelwirtschaft nur schleppend voran, eine Offertstellung an Mitbewerber vom 30. Juni 1916 blieb erfolglos. Über die genaue Anzahl der hergestellten Einheiten herrscht Unklarheit, es dürften rund 40 bis 50 Generatorzüge gebaut worden sein.
Zu den Einsatzstrecken des Generatorzuges zählten unter anderem frontnahe Feldbahnen im Bereich der Isonzofront, in Galizien und der Bukowina sowie die spätere Dolomitenbahn und die k.u.k. Heeresfeldbahnen in Albanien.
Es wurde auch eine entsprechend größer dimensionierte, normalspurige Version mit gleichen Leistungsparametern hergestellt, die wahrscheinlich auf nach ihrem Hersteller benannten „Sasse-Trucks“ lief. Zwei derartige Drehgestelle, die auf einfache Weise zwischen Normalspur und 700 mm Spurweite umspurbar waren, sind heute im Südbahnmuseum Mürzzuschlag zu finden.
Der Verbleib der Generatorzüge nach dem Krieg ist ebenso nicht geklärt, einige Fahrzeuge dürften vermutlich über die Sachdemobilisierungskommission zu Wald- und Feldbahnbetrieben gekommen sein. Die Konstruktion diente dem Ingenieur Moriz Gelinek, der im Ersten Weltkrieg bei den „Benzin-Elektro-Feldbahnen“ diente, als Grundlage für das von ihm entwickelte GEBUS-Prinzip. Die ersten von GEBUS hergestellten Lokomotiven ähnelten in ihrer Konzeption dem Generatorzug und dürften mit Sicherheit auch Bauteile davon wiederverwertet haben.

## Konstruktion und Betrieb

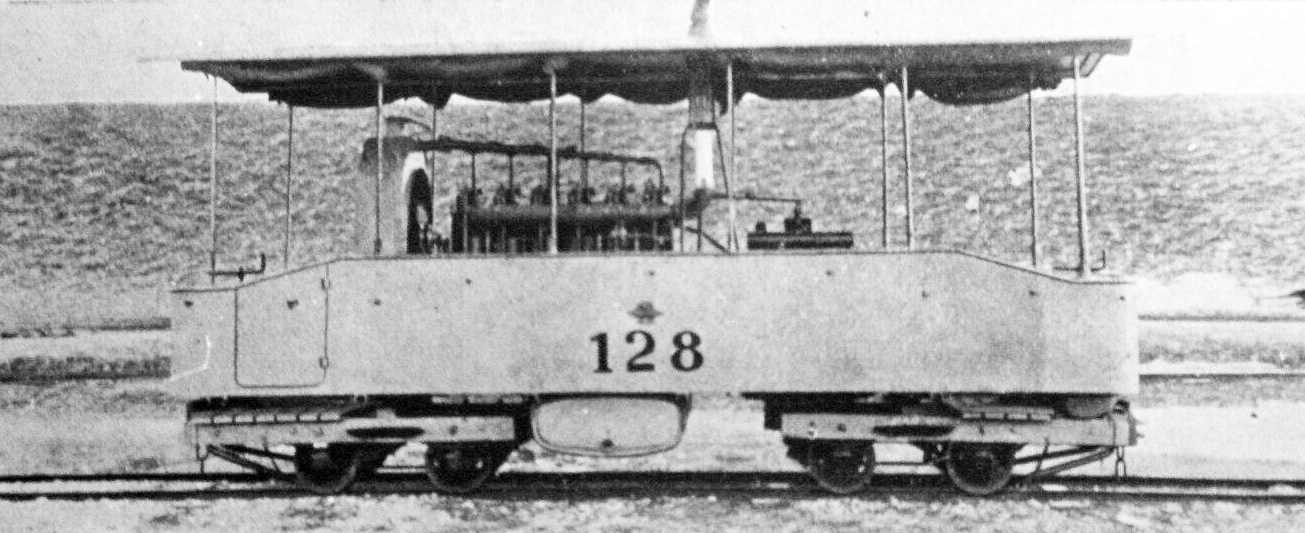
Generatorwagen Nr. 128

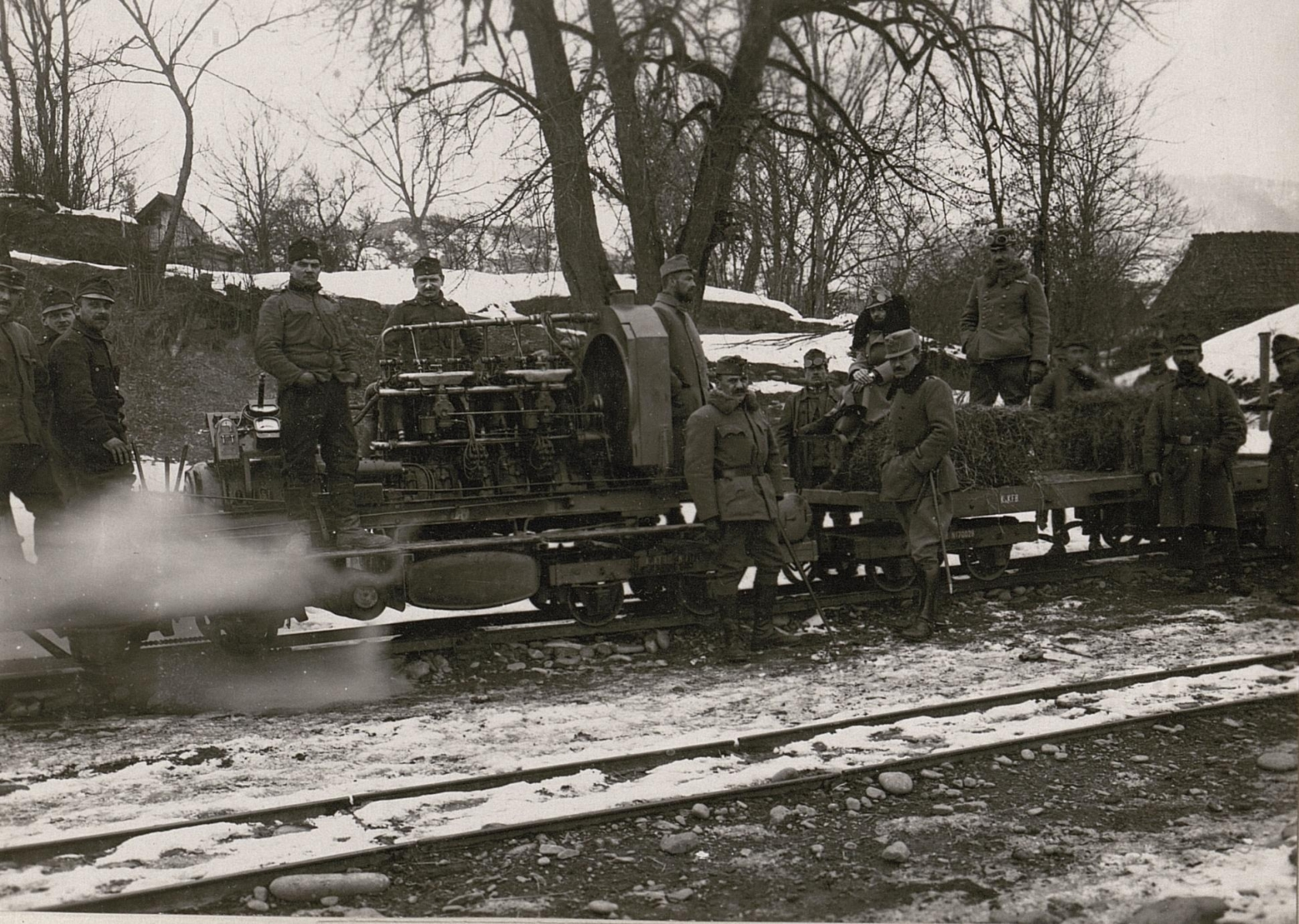
Unverkleideter Generatorwagen

Der eigentliche Generatorwagen war ein genormter vierachsiger Feldbahnwagen Typ M 15 mit Dach und Bordwänden. Dieser trug einen 100 PS starken Sechszylinder-Benzinmotor, welcher direkt mit dem 60 kW bei 900/min leistenden Gleichstrom-Generator gekoppelt war. Dieser lieferte 300 V bei 13 A. Der Benzinmotor war mit einer elektrischen Bosch-Starter sowie einer Lichtmaschine ausgerüstet, der Benzintank hing mittig unter dem Fahrzeugrahmen. Die Steuerung des elektrischen Antriebes erfolgte standardmäßig über eine Widerstandssteuerung mittels Fahrschalter (Kontroller). Das hintere Drehgestell des Generatorwagens war angetrieben, bei späteren Versionen dürften es beide Drehgestelle gewesen sein. Pro gebremsten Drehgestell war ein je 3,3 kW starker Elektromotor montiert, der über Ketten beide Achsen eines Drehgestelles antrieb. Das Eigengewicht des Generatorwagens betrug 4.420 kg.
An den Generatorwagen konnten maximal 25 Feldbahn-Doppelwagen angehängt werden, die über Stromkabel mit dem Generatorwagen verbunden waren und ebenfalls von je einem Motor pro gebremsten Drehgestell angetrieben wurden. Aus Platzgründen mussten die Motoren auf dem Rahmen der Drehgestelle platziert werden. Das Gewicht der angetriebenen Waggons betrug leer 3.400 kg, eine Zuladung von bis zu 3.000 kg war möglich. Es gab sowohl Generatorzüge mit hölzernen Drehgestellrahmen als auch solche mit eisernen Drehgestellen. Der Achsstand betrug 700 mm (Holzdrehgestelle) bzw. 730 mm (eiserne Drehgestelle). Das Gesamtgewicht eines Generatorzuges mit 25 Anhängern betrug (leer) 27.000 Kilogramm.
Jeder Zug war mit zwei Lenkern und zwei Elektrikern besetzt. Da es keine durchgehende Bremse gab, musste jeder zweite Wagen mit einem Bremser besetzt sein. Bei sicherer Gleislage erreichte der Generatorzug eine Höchstgeschwindigkeit von 15 km/h (bei einer Beladung von netto 50 Tonnen), in der Regel wurde jedoch mit höchstens 8–10 km/h gefahren. Auf einer Steigung von 100 % konnten immerhin noch 3–4 km/h entwickelt werden. Über schwache Brücken konnten die einzelnen Wagen auch einzeln, nur mit dem Kabel verbunden, fahren. Es war auf eine gleichmäßige Beladung zu achten, da die letzten Wagen aufgrund des Spannungsabfalles im Stromkabel die Tendenz aufwiesen, langsamer zu fahren. Ebenso erwies es sich als großer Nachteil, dass zur Fahrtrichtungsänderung jeder Elektromotor einzeln umgeschaltet werden musste. Wegen des hohen Gewichtes des Generatorzuges wurde der Oberbau stark beansprucht, er durfte deshalb innerhalb von 24 Stunden höchstens 60 Kilometer zurücklegen, was jedoch den Nachschub in Frontnähe wiederum hemmte.